# Sikumbu
Sikumbu is een bestuurslaag in het regentschap Mandailing Natal van de provincie Noord-Sumatra, Indonesië. Sikumbu telt 478 inwoners (volkstelling 2010).